# Джеймс, Джесси (преступник)
Дже́сси Ву́дсон Дже́ймс (англ. Jesse Woodson James; 5 сентября 1847[…], Кирни, Миссури — 3 апреля 1882[…], Сент-Джозеф, Миссури) — американский преступник XIX века, известный сподвижникам под прозвищем «Дингус». Нередко в литературе Джесси Джеймс изображается как своего рода Робин Гуд Дикого Запада, грабивший федеральные банки и компании (прежде всего, ассоциированные с политиками-республиканцами и южанами-коллаборантами) в пользу бедных и в отместку за поражение Юга в Гражданской войне; до самой смерти оставался убеждённым конфедератом, о чём регулярно повсеместно заявлял. Согласно другой точке зрения такие оценки не соответствуют действительности, а подвиги Джесси Джеймса были обычным бандитизмом.

## Детство и юность
Джесси Джеймс родился в штате Миссури, в семье богатого фермера и по совместительству баптистского проповедника из Кентукки Роберта Джеймса. Его отец переехал в Миссури через три года после свадьбы с матерью, урождённой Зерельдой Коул. Роберт Джеймс стал одним из основателей William Jewell College в городе Либерти, штат Миссури в 1849 году. Кроме Джесси, в семье было ещё двое детей — старший брат Александер Франклин «Фрэнк» и младшая сестра Сюзан Лавиния. С началом Золотой лихорадки Роберт Джеймс счёл нужным следовать за своей паствой, ринувшейся на поиски золота, и семья переехала в Калифорнию, где Роберт умер, когда Джесси было три года. Овдовевшая мать вскоре вновь вышла замуж — за некоего Бенджамина Симмза, а потом ещё раз — за доктора Рубена Сэмюэля. В последнем браке родилось четверо детей, приходившихся Джесси единоутробными братьями и сёстрами: Сара Луиза, Джон Томас, Фанни Квантрелл и Арчи Пейтон.

## Гражданская война
До начала гражданской войны семья Сэмюэль-Джеймс купила 7 рабов, которые выращивали табак на ферме. Штат Миссури был пограничным между северными штатами и рабовладельческим Югом, но порядка 75 % его населения были выходцами с Верхнего Юга с соответствующей южной культурой. Поэтому Миссури стал одной из главных территорий войны.
Семья Сэмюэль-Джеймс первоначально встала на сторону конфедератов, служа под началом Чарльза Куантрилла, одного из командиров армии конфедератов. Фрэнк Джеймс вступил в гражданское ополчение штата и участвовал в сражении у ручья Уилсон, хотя вскоре заболел и вернулся домой. Именно в это время он научился красть лошадей и хладнокровно убивать.
В 1863 году он был опознан как член банды, действовавшей в том районе. В мае этого же года отряд союзной полиции в поисках преступников приехал на ферму Сэмюэлей-Джеймсов, в поисках Фрэнка Джеймса; было устроено дознание, доктор Рубен Сэмюэль был повешен за сокрытие членов банды.
В 1866 году Джесси и его банда совершили первое ограбление банка.

## Преступления и смерть
В 1873 году банда в первый раз остановила и ограбила поезд, захватив 2000 долларов. С тех пор ограбления стали регулярными, иногда банда Джеймсов-Янгеров грабила по две кареты в день. Джесси Джеймс был известен своей жестокостью: при совершении ограблений он стрелял не раздумывая, совершил много убийств.
Зимой 1874 года банда Джеймса ограбила почтовый вагон поезда. Также бандиты отобрали у состоятельных пассажиров все ценности. При этом они осматривали ладони мужчин. Если на руках обнаруживались мозоли, оставляли их в покое.
3 апреля 1882 года член банды 20-летний Роберт Форд застрелил Джесси в спину из револьвера. Выстрел был сделан в тот момент, когда Джесси Джеймс, сняв с себя всё оружие (чего он почти никогда не делал), повернулся к Форду спиной, чтобы поправить картину на стене. Роберт надеялся получить вместе с обещанной губернатором наградой благодарность со стороны жителей США, но, к его удивлению этого не произошло. Роберта Форда стали презирать. После скитаний по соседним штатам Форд основал небольшой, но популярный бар в Колорадо. Утром 8 июня 1892 года Эдвард О'Келли зашёл в бар, где находился только Форд и бармен, и, сказав «Привет, Боб!», выстрелил в упор в повернувшегося на приветствие Форда. Убийца был приговорён к пожизненному заключению, но после того, как руководство штата получило подписанную семью тысячами граждан петицию о смягчении наказания, Эдварда помиловали.

## Джесси Джеймс как персонаж

### Кино
- 1921 — Джесси Джеймс под чёрным флагом / Jesse James Under the Black Flag / (Джесси Джеймс-младший)
- 1921 — Джесси Джеймс вне закона / Jesse James as the Outlaw / (Джесси Джеймс-младший)
- 1927 — Джесси Джеймс / Days of Jesse James / (Фред Томсон)
- 1938 — Джесси Джеймс. Герой вне времени / Jesse James / (Тайрон Пауэр)
- 1939 — Дни Джесси Джеймса / Days of Jesse James / (Дон Барри)
- 1941 — Джесси Джеймс в безвыходном положении / Jesse James at Bay / (Рой Роджерс)
- 1947 — Джесси Джеймс снова возвращается / Jesse James Rides Again / (Клейтон Мур)
- 1949 — Я застрелил Джесси Джеймса / I Shot Jesse James / (Рид Хэдли)
- 1949 — Воин с равнин[англ.] / Fighting Man of the Plains (Дейл Робертсон)
- 1950 — Канзасские разбойники / Kansas Raiders / (Оди Мерфи)
- 1951 — Великое ограбление в Миссури / The Great Missouri Raid / (Макдональд Кэри)
- 1954 — Женщины Джесси Джеймса / Jesse James Women / (Дон Барри)
- 1957 — Подлинная история Джесси Джеймса / True Story of Jesse James / (Роберт Вагнер)
- 1959 — Псевдоним — Джесси Джеймс / Alias Jesse James / (Уэнделл Кори)
- 1960 — Молодой Джесси Джеймс / Young Jesse James / (Рэй Стриклин)
- 1962 — Сумеречная зона / Twilight Zone / (в 3-м сезоне 20-я серия «Showdown with Rance McGrew»; роль исполняет Арч Джонсон[7])
- 1965 — Легенда о Джесси Джеймсе (телесериал) / The Legend of Jesse James / (Кристофер Джонс)
- 1966 — Джесси Джеймс встречает дочь Франкенштейна / Jesse James Meets Frankenstein’s Daughter / (Джон Люптон)
- 1969 — Время умирать / A Time for Dying / (Бадд Беттикер)
- 1972 — Великий налет на Нортфилд, Миннесота / The Great Northfield Minnesota Raid / (Роберт Дюваль)
- 1980 — Скачущие издалека / The Long Riders / (Джеймс Кич)
- 1986 — Последние дни Фрэнка и Джесси Джеймса / The Last Days of Frank and Jesse James / (Крис Кристофферсон)
- 1986 — Вокруг света за 80 дней / Around the World in 80 Days (Стивен Николс)
- 1994 — Фрэнк и Джесси / Frank and Jesse / (Роб Лоу)
- 1995 — Виртуозность / Virtuosity (указан как один из прообразов SID 6.7)
- 1999 — Чистилище / Purgatory / (Эрик Робертс и Джон Дэвид Созер)
- 2001 — Американские герои / American Outlaws / (Колин Фаррелл)
- 2005 — Так же, как Джесси Джеймс / Just like Jesse James / (Сэм Шепард)
- 2005 — Джесси Джеймс: Легенда, Преступник, Террорист / Jesse James: Legend, Outlaw, Terrorist / фильм Discovery HD
- 2007 — Как трусливый Роберт Форд убил Джесси Джеймса / The Assassination of Jesse James by the Coward Robert Ford (Брэд Питт)
- 2010 — Американские бандиты: Фрэнк и Джесси Джеймс / American Bandits: Frank and Jesse James (Питер Фонда)
- 2015 — Пинкертоны (сериал, Канада)
- 2017 — Вне времени / Timeless (эпизод «Убийство Джесси Джеймса», в роли Дэниэл Лиссинг)
- 2019 — Братья Джеймс: Возмездие / Brothers James: Retribution

### Игры
- 1991 — Bill & Ted’s Excellent Video Game Adventure
- 2001 — America: no peace beyond the line
- 2001 — Gunfighter: The Legend of Jesse James
- 2013 — Call of Juarez: Gunslinger